# Antares

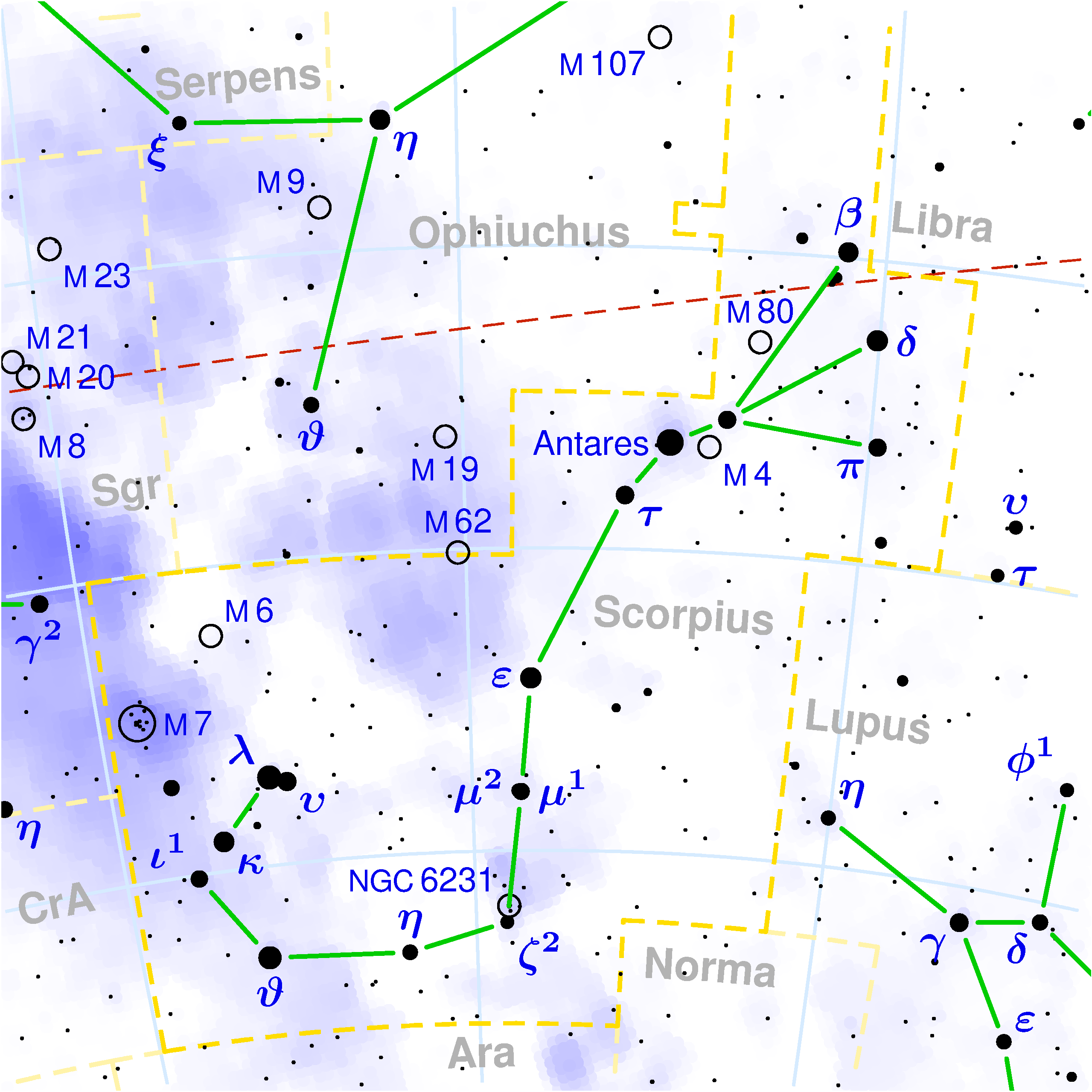

Antares (alfa Scorpii) este cea mai strălucitoare stea din constelația Scorpionul. Denumirea de Antares vine de la grecescul Ant-ares, ceea ce înseamnă „înainte de Marte”.